# NGC 6866
NGC 6866 (również OCL 183) – gromada otwarta znajdująca się w gwiazdozbiorze Łabędzia. Odkryła ją 23 lipca 1783 roku Caroline Herschel. Jest położona w odległości ok. 4,8 tys. lat świetlnych od Słońca.